# Labyrinthus

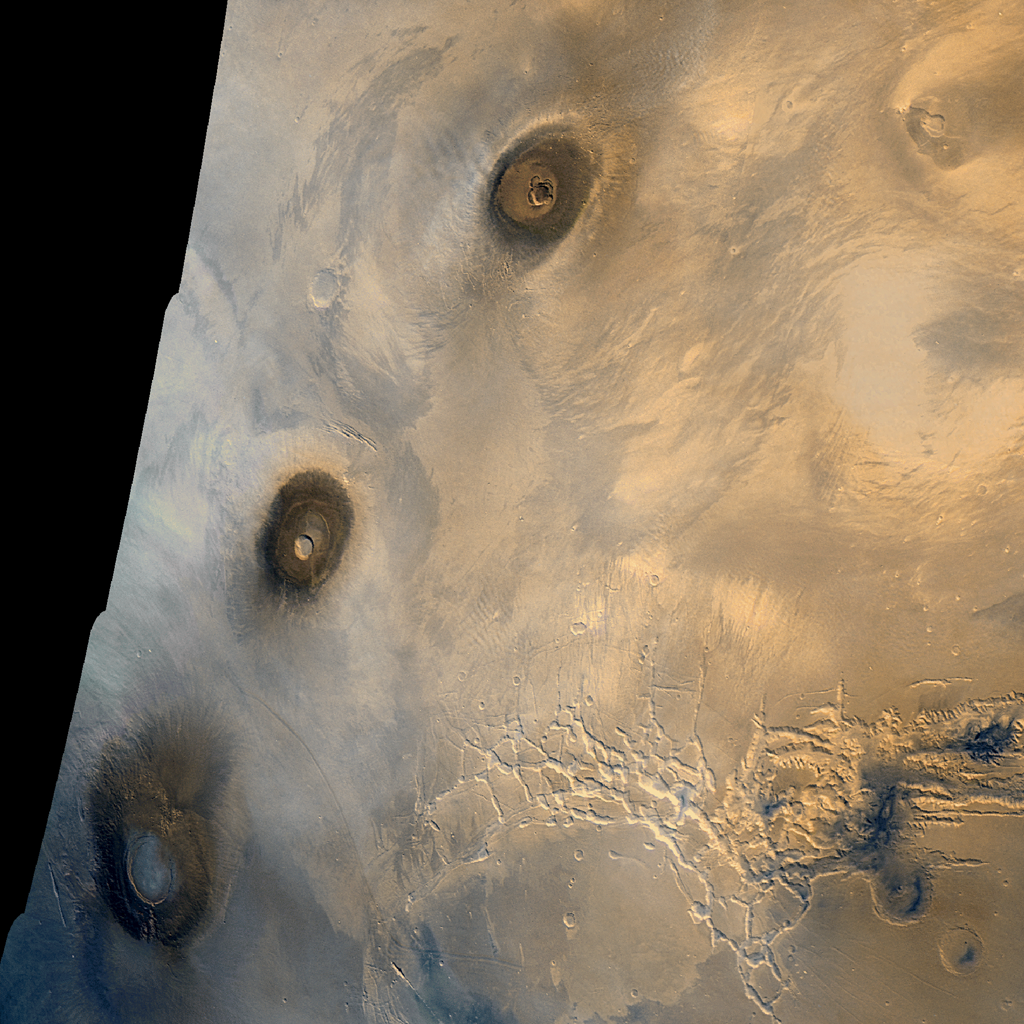
Parte oriental de la región de Tharsis, en Marte. El conjunto de valles de la parte inferior es Noctis Labyrinthus; los tres grandes volcanes son, de arriba abajo, A scraeus Mons, Pavonis Mons y Arsia Mons; el domo volcánico arriba a la derecha es Tharsis Tholus y la llanura justo al sur de Noctis Labyrinthus es Syria Planum.
Mosaico de imágenes tomadas por el Viking 1 el 22 de febrero de 1980.

En astrogeología , labyrinthus (plural labyrinthi; abr. LB ) es una palabra latina que significa «laberinto» y que la Unión Astronómica Internacional (UAI) utiliza para indicar un accidente topográfico en una superficie planetaria, consistente en una red más o menos extensa de valles y cañones que se cortan de forma sucesiva, generalmente atravesando una meseta (planum).  
Hasta el momento el término se ha utilizado en los planetas Venus (por ejemplo, Radunitsa Labyrinthus), donde reciben nombres de diosas, y en Marte (por ejemplo, Hyperboreus Labyrinthus), donde suelen recibir el mismo nombre que otros accidentes cercanos o rasgos de albedo importantes. El planeta enano Ceres (Makahiki Labyrinthus)  y, sobre todo, la luna de Saturno Titán (Harmonthep Labyrinthus, Kaitain Labyrinthus, etc) poseen así mismo estas estructuras. 

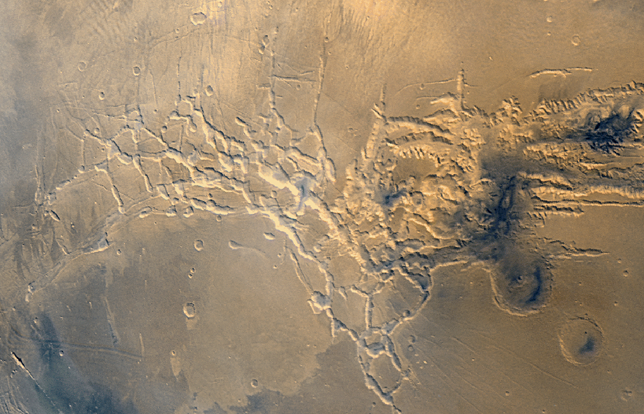
Noctis Labyrinthus, visto por Viking 1. El norte está arriba. El inicio occidental del Valles Marineris es visible a la derecha. Los Montes de Tharsis se encuentran justo al otro lado del horizonte.

## Labyrinthi
Labyrinthi de Venus
- Radunitsa Labyrinthus

Labyrinthi de Marte
- Adamas Labyrinthus
- Angustus Labyrinthus
- Cydonia Labyrinthus
- Hyperboreus Labyrinthus
- Noctis Labyrinthus
- Tyrrhenus Labyrinthus

Labyrinthi de Ceres
- Makahiki Labyrinthus

Labyrinthi de Titán
- Anbus Labyrinthus
- Corrin Labyrinthus
- Ecaz Labyrinthus
- Gamont Labyrinthus
- Gammu Labyrinthus
- Gansireed Labyrinthus
- Ginaz Labyrinthus
- Grumman Labyrinthus
- Harmonthep Labyrinthus
- Ipyr Labyrinthus
- Junction Labyrinthus
- Kaitain Labyrinthus
- Kronin Labyrinthus
- Lampadas Labyrinthus
- Lankiveil Labyrinthus
- Lernaeus Labyrinthus
- Muritan Labyrinthus
- Naraj Labyrinthus
- Niushe Labyrinthus
- Palma Labyrinthus
- Richese Labyrinthus
- Salusa Labyrinthus
- Sikun Labyrinthus
- Tleilax Labyrinthus
- Tupile Labyrinthus